# Son Sann
Samdech Son Sann (Khmer: សឺន សាន) (Phnom Penh, 5 oktober 1911 - Parijs, 19 december 2000) was een Cambodjaans politicus. Hij was van 2 mei 1967 tot 30 januari 1968 premier van Cambodja. Hij was medeoprichter van de Democratische Partij (1946), behoorde tot de enige politieke partij, Sangkum (Socialistische Volksgemeenschap, vanaf 1955), richtte later het anticommunistische bevrijdingsfront Front de libération nationale du peuple khmer (FLNKP, in 1979) en ten slotte was hij in 1993 oprichter van de Boeddhistische Liberaal-Democratische Partij.

## Biografie
Hij was afkomstig uit de Khmer Krom-minderheid.p. 145 Zijn beide ouders waren elk afkomstig uit vooraanstaande families van grootgrondbezitters. Zijn vader was hoge ambtenaar onder koning Sisowath Monivong.p. 145 Hij volgde een universitaire opleiding aan de École des hautes études commerciales de Paris en behaalde in 1933 zijn diploma. Hij trad in 1935 in staatsdienst en was vicegouverneur en daarna gouverneur van de provincie Battambang in het noordwesten van het land. Van 1940 tot 1941 was hij handelsvertegenwoordiger van de Cambodjaanse regering in Japan. 
Na de kroning van Norodom Sihanouk in 1941 werd hij diens economisch adviseur. In 1946 was hij betrokken bij de oprichting van de Democratische Partij en hij bekleedde verschillende ministersposten: Financiën (1947, 1948, 1958, 1961-1962) en Buitenlandse Zaken (1950-1951, 1958-1960). In 1947 was hij tevens vicepremier.p. 43 In 1955 was hij betrokken bij de oprichting van de Nationale Bank van Cambodja en hij diende tot 1966 als gouverneur van die bank. Van 2 mei 1967 tot 30 januari 1968 was hij premier van Cambodja. Binnen de eenheidspartij Sangkum, behoorde hij tot de rechtervleugel. 
Na de staatsgreep van 18 maart 1970, waarbij de monarchie werd afgeschaft, besloot Son Sann in ballingschap te gaan en vestigde zich in Parijs. Hij besloot de rol van intermediair tussen de ex-koning Sihanouk en de nieuwe republikeinse regering in Phnom Penh op zich te nemen en probeerde tevergeefs beide partijen bij elkaar te brengen in de hoop een gezamenlijk anticommunistisch front te creëren om de strijd aan te gaan met de Rode Khmer. Tijdens de communistische periode (1979-1989) was hij leider van het door de Amerikanen gefinancierde anticommunistische bevrijdingsfront Front de libération nationale du peuple khmer (FLNKP) die samen met de royalisten en de Rode Khmer tegen de regering van de door de Vietnamezen gesteunde Volksrepubliek Kampuchea streden. De FLNKP was nationalistisch, rechts-georiënteerd en kende ook republikeinse elementen.
Son Sann was betrokken bij het in 1991 gesloten vredesakkoord tussen de volksrepubliek, Vietnam en de verschillende bevrijdingsbewegingen en was lid van de overgangsregering (1993)). In 1993 richtte hij de Boeddhistische Liberaal-Democratische Partij op ter vervanging van de FLNKP. Bij de verkiezingen van dat jaar kreeg de partij 10 zetels in de Nationale Vergadering en was daarmee de derde grootste partij van het land. Son Sann was een van de tien volksvertegenwoordigers van de liberaal-democratische partij, maar trad in 1997 als parlementariër terug. Tussen 1993 en 1998 maakte de partij deel uit van de regering. Sinds 1998 zijn de liberaal-democraten niet meer vertegenwoordigd in het parlement. 
Van 1995 tot zijn dood was Son Sann adviseur van koning Norodom Sihanouk. In 1998 benoemde de koning hem tot lid van het constitutioneel hof. Hij overleed in december 2000 tijdens een verblijf in Parijs op 89-jarige leeftijd aan een hartstilstand.
In 1969 werd hem de titel Samdech (prins, heer) toegekend.